# هنري سلفادور
هنري سلفادور (بالفرنسية: Henri Salvador )‏ (و. 1917 – 2008 م) هو مغني، وممثل هزلي، وملحن، وعازف قيثارة، ومقدم تلفزيوني، وعازف جاز، وعازف قيثارة جاز فرنسي، ولد في كايين، يستخدم آلات قيثارة، توفي في الدائرة الأولى في باريس، عن عمر يناهز 91 عاماً، بسبب أم الدم.

## جوائز
حصل على جوائز منها:
- وسام الاستحقاق الثقافي [الإنجليزية]‏ (2005)
- قائد الفنون والآداب
- نيشان الاستحقاق الوطني من رتبة قائد
- وسام جوقة الشرف من رتبة قائد.

## وصلات خارجية
- هنري سلفادور على موقع IMDb (الإنجليزية)
- هنري سلفادور على موقع روتن توميتوز (الإنجليزية)
- هنري سلفادور على موقع ألو سيني (الفرنسية)
- هنري سلفادور على موقع ميوزك برينز (الإنجليزية)
- هنري سلفادور على موقع أول ميوزيك (الإنجليزية)
- هنري سلفادور على موقع ديسكوغز (الإنجليزية)
- هنري سلفادور على موقع قاعدة بيانات الفيلم (الإنجليزية)
- هنري سلفادور في قاعدة بيانات الأفلام على الإنترنت